# Baños árabes de la Pescadería (Córdoba)
Los baños de la Pescadería son unos baños árabes o hammam situados en la calle Cara de la ciudad de Córdoba, España. Estos baños datan del siglo X y fueron reformados posteriormente en los siglos XIV y XV. El conjunto fue declarado Bien de Interés Cultural en la categoría de conjunto histórico en 1954.

## Historia
Posiblemente, estuvieron en uso en época cristiana ya que se le añadieron dos salas más, de estilo mudéjar, y aparecen citados como Casas de baños de la Pescadería, tomando su nombre de la hoy desaparecida Puerta de la Pescadería.
En 1453 el Cabildo de Córdoba vendió las casas de los baños a Bartolomé Rodríguez, zapatero de la ciudad. Los baños no son visitables y están pendientes de estudio y restauración. Ocupan las casas número 39, 41, 43 y 45 de la calle Cardenal González y 16, 18, 20 y 22 de la citada calle Cara.
El 13 de julio de 2021 se anunció por parte de la Junta de Andalucía la disposición de recuperar estos baños islámicos con una actividad arqueológica con un presupuesto de 66.000 euros y posteriormente un levantamiento 3D y planimetría ACAD por unos 12.000 euros. El proyecto fue autorizado por la Comisión Provincial de Patrimonio el 20 de octubre de ese año.

## Descripción
En la fachada que da a esta calle, una pequeña escultura ante la puerta marca la ubicación de los baños. En la base, lleva los siguientes versos:

Maravillado por las bellezas de este baño,
el tiempo ha venido a teñir
las lucernas de su techo
con los rubores el crepúsculo.
Ibn Shuhayd (992-1035)

En las casas de la calle Cara se conservan dos salas abovedadas con lucernarios, así como el suelo, del siglo XIV o XV. En las de la calle Cardenal González se conservan tres galerías de arcos, una de las cuales con alfices, con reformas mudéjares y capiteles califales; también bóvedas de cañón, de ladrillo, sobre muro de sillares a soga y tizón, característico de la época emiral y califal.